# Titularbistum Flenucleta
Flenucleta ist ein Titularbistum der römisch-katholischen Kirche.
Es geht zurück auf einen untergegangenen Bischofssitz in der gleichnamigen antiken Stadt, die in der römischen Provinz Mauretania Caesariensis (heute nördliches Algerien) lag.
| Titularbischöfe von Flenucleta |                           |                                                           |                   |                   |
| Nr.                            | Name                      | Amt                                                       | von               | bis               |
| 1                              | Julien Le Couëdic         | emeritierter Bischof in Troyes (Frankreich)               | 21. Februar 1967  | 10. Dezember 1970 |
| 2                              | Antoine Mayala ma Mpangu  | Koadjutorbischof von Kisantu (Zaïre)                      | 30. August 1971   | 27. April 1973    |
| 3                              | Nicholas Mang Thang       | Weihbischof in Mandalay (Birma)                           | 21. Juni 1988     | 21. November 1992 |
| 4                              | João Bráz de Aviz         | Weihbischof in Vitória (Brasilien)                        | 6. April 1994     | 12. August 1998   |
| 5                              | Hélio Adelar Rubert       | Weihbischof in Vitória (Brasilien)                        | 4. August 1999    | 24. März 2004     |
| 6                              | Joseph Walter Estabrook   | Weihbischof des US-amerikanischen Militärordinariat (USA) | 7. Mai 2004       | 4. Februar 2012   |
| 7                              | Nil Jurij Luschtschak OFM | Weihbischof in Mukatschewe (Ukraine)                      | 19. November 2012 |                   |